# Horror Channel (Italia)
Horror Channel è stato un canale televisivo tematico di proprietà di AMC Networks International Zone, specializzato in serie televisive e film a tema horror.
In Italia si trovava inizialmente al canale 135 di Sky, nel pacchetto "Sky TV", sostituendo Fantasy, dal 6 settembre 2011. Dal 10 novembre 2011 il canale è stato trasmesso in formato panoramico 16:9, mentre il 29 marzo 2014 si è trasferito al canale 134. Il 30 giugno 2015 Horror Channel Italia termina le sue trasmissioni. Il 30 giugno 2022, la versione originale del canale cambia nome in Legend.
Trasmetteva serie TV, film e TV movie di genere horror, commedia nera e thriller, unitamente ad alcune interviste a registi e reportage da fiere specializzate nel settore.

## Palinsesto

### Serie TV
- Ai confini della realtà
- BeastMaster
- Blood Ties
- Dark Knight
- Highlander
- I racconti del mistero e del terrore
- La bella e la bestia
- La guerra dei mondi
- ReGenesis
- Relic Hunter
- Sentinel
- Sheena
- The Collector
- Vampire High
- Venerdì 13
- Xena - Principessa guerriera